# Fərid Mansurov
Fərid Mansurov (* 10. Mai 1982 in Dmanissi, Georgische SSR, Sowjetunion) ist ein aserbaidschanischer Ringer. Er gewann bei den Olympischen Sommerspielen 2004 die Goldmedaille im griechisch-römischen Stil bis 66 kg und wurde in derselben Gewichtsklasse 2007 und 2009 Weltmeister.
Mansurov ist 1,71 Meter groß und ringt in seiner Heimatstadt für den Klub Neftçi Bakı.

## Laufbahn
1997 war Mansurov Vizeweltmeister der Kadetten geworden. Beim Turnier in Maribor verlor er lediglich im Finale gegen Aidyn Sarsekejew aus Kasachstan. 1999 wurde Mansurov 16. Weltmeister der Kadetten nach Armen Wardanjan.
2001 wurde er in Taschkent Junioren-Weltmeister. Im Finale besiegte er den Russen Walentin Nowikow klar mit 6:0.
Im Jahr darauf startete Mansurov erstmals bei den Weltmeisterschaften der Senioren in der Gewichtsklasse bis 66 kg. Im Finale hatte er  gegen den Schweden Jimmy Samuelsson das Nachsehen.
Bei den Europameisterschaften 2003 in Belgrad kam er auf den 14. Platz. Bei der WM im Oktober 2003 erreichte Mansurov Platz acht.
Bei den Olympischen Spielen 2004 in Athen besiegte er alle seine Gegner, darunter auch wieder Jimmy Samuelsson. Im Finale gewann er mit 4:3 knapp gegen den Europameister von 2003, den Türken Şeref Eroğlu. Im nächsten Jahr gelang ihm nicht die  Qualifikation zu den internationalen Wettbewerben. Für Mansurov startete der aus Lənkəran stammende Hussamaddin Rajabow, 2006 startete für Aserbaidschan der dreifache Militär-Weltmeister Elbrus Mammadow vom SKA Baku, der bei den Weltmeisterschaften in Guangzhou Platz 13 belegte.
2007 startete wieder Mansurov für Aserbaidschan. Bei den Weltmeisterschaften in  Baku wurde er durch einen Sieg im Finale über den Franzosen Steeve Guénot (3:2) erstmals Weltmeister. Nach einem enttäuschenden Auftritt bei den Olympischen Spielen 2008 in Peking, bei denen er lediglich den 19. Platz belegte, konnte er im Jahr darauf seinen Weltmeistertitel verteidigen.

## Erfolge
- 2002, 2. Platz, WM in Moskau, GR, bis 66 kg, nach Siegen über Ondrej Jaros, Tschechien, Kevin Bracken, USA, Bahodir Qurbonov, Usbekistan und Manuchar Kwirkwelia, Georgien und einer Niederlage gegen Jimmy Samuelsson, Schweden
- 2003, 14. Platz, EM in Belgrad, GR, bis 66 kg, nach Niederlagen gegen Şeref Eroğlu, Türkei und einem Sieg über Wjatscheslaw Maslobojew, Lettland
- 2003, 8. Platz, WM in Créteil, GR, bis 66 kg, nach Siegen über Rocco Spano, Italien, Hua Qiao, China und Eduard Aplewitsch, Belarus und einer Niederlage gegen Waghinak Galstyan, Armenien
- 2004, Goldmedaille, OS in Athen, GR, bis 66 kg, nach Siegen über Juan Luis Marén, Kuba, Ryszard Wolny, Polen, Parviz Zaidvand, Iran, Jimmy Samuelsson und Şeref Eroğlu
- 2007, 1. Platz, WM in Baku, GR, bis 66 kg, nach Siegen über Endrix Arteaga, Venezuela, Moisés Sánchez, Spanien, Jimmy Samuelsson, Tamás Lőrincz, Ungarn, Justin Lester, USA und Steeve Guénot, Frankreich
- 2008, 19. Platz, OS in Peking, GR, bis 66 kg, nach einer Niederlage gegen nach Armen Wardanjan
- 2009, 5. Platz, EM in Vilnius, GR, bis 66 kg
- 2009, 1. Platz, WM in Herning, GR, bis 66 kg